# 維基百科的刪除主義和保留主義
刪除主義和保留主義是網絡百科全書維基百科編者之間的對立理念，關乎該百科全書的收錄範圍以及一個條目應該被“保留”（即「保留主義」）或者「刪除」（即“刪除主義”）的觀點。與之關係密切的是關注度的概念，刪除主義和保留主義分別對「關注度」採取堅定和寬鬆的立場。
刪除主義者認為應選擇性收錄並刪除不必要和所有不符合規格的条目，其觀點源至於期望維基百科集中收錄重要主題，避免存在宣傳行為（被視為對網站的濫用）、瑣碎事物、以及缺乏廣泛關注或缺乏合適來源等質素低劣的条目。
保留主義者支持廣泛的保留，包括保留「無害」的条目及視為不合格条目，以使日後可以改進，常見的動機是希望保持很低的收錄條件。保留主義者認為不可能得知什麼知識是有用及有價值的，這些內容往往從質素低開始隨時間改善，任意下结论可能是無益的，並認為從善意出發應避免隨意刪除別人的作品。

## 背景
由於擔心破壞性和不恰當的內容，大部份Wiki需要有關內容收錄的政策。維基百科已經發展政策解決與個別條目有關的糾紛。這些討論在「頁面存廢討論」頁進行，只要是自動確認用戶或條目作者都可以發起。很多討論關注的不僅是每篇條目的內容，而且還有「對如何編輯一個理想的百科全書的不同觀點」。
每次討論結束後，管理員會判定和執行社羣共識。不需要討論的條目（如明顯的廣告頁面）可以被標記並由管理員刪除而不須經討論。如果管理員的決定有爭議，可以採取「存廢覆核請求」，讓社羣討論管理員的決定。在有爭議的情況下，討論可以蔓延到「互助客棧」上。為了解決管理員無法解決的爭端，一些語言版本的維基百科還設立了仲裁委員會，這個更權威的機構擁有對爭議話題的最終裁決權。
2006年的估計指出關於維基百科管理和政策項目的頁面是維基百科增長最快的領域之一，其內容佔整體大約四分之一。

## 立場

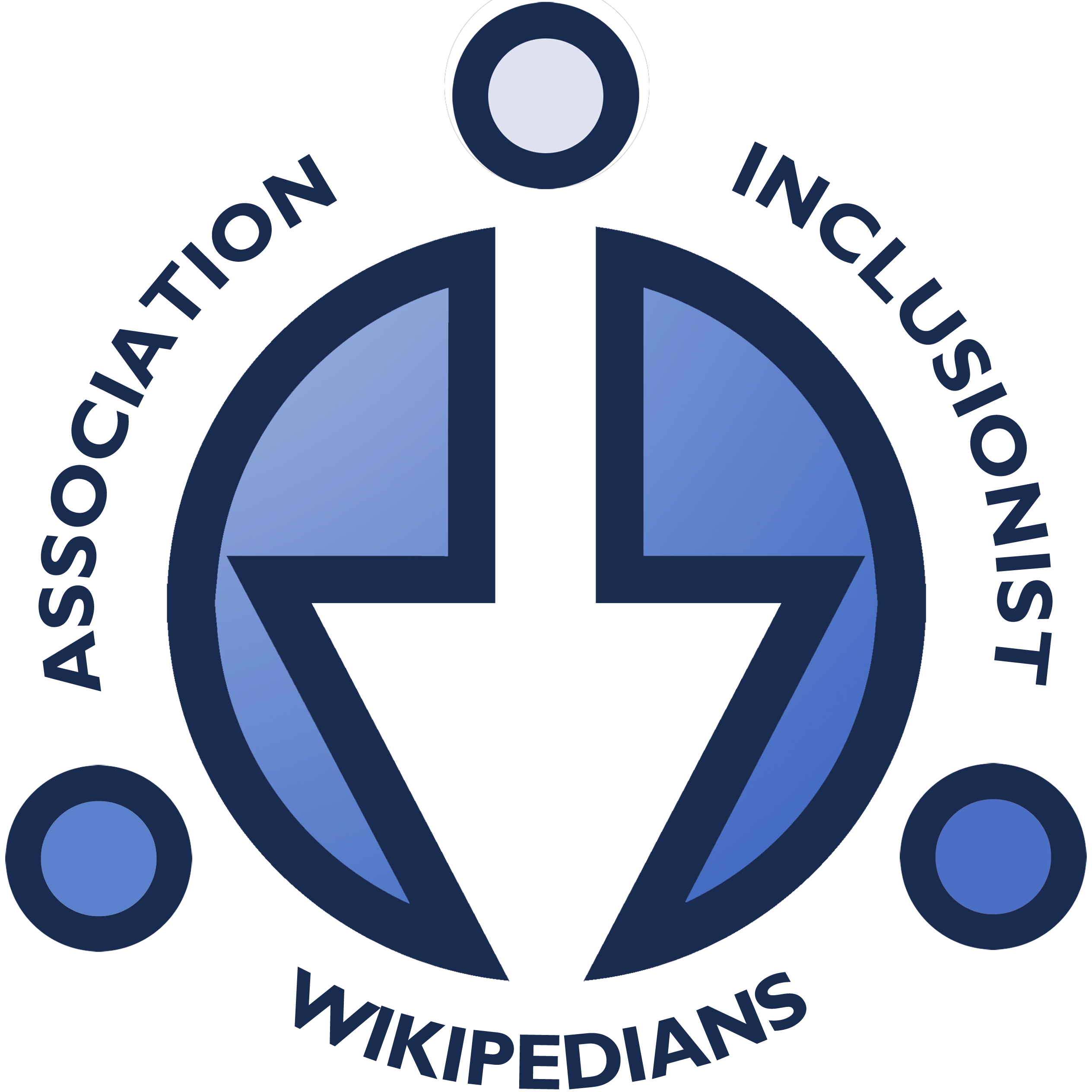
保留主義維基人協會標誌

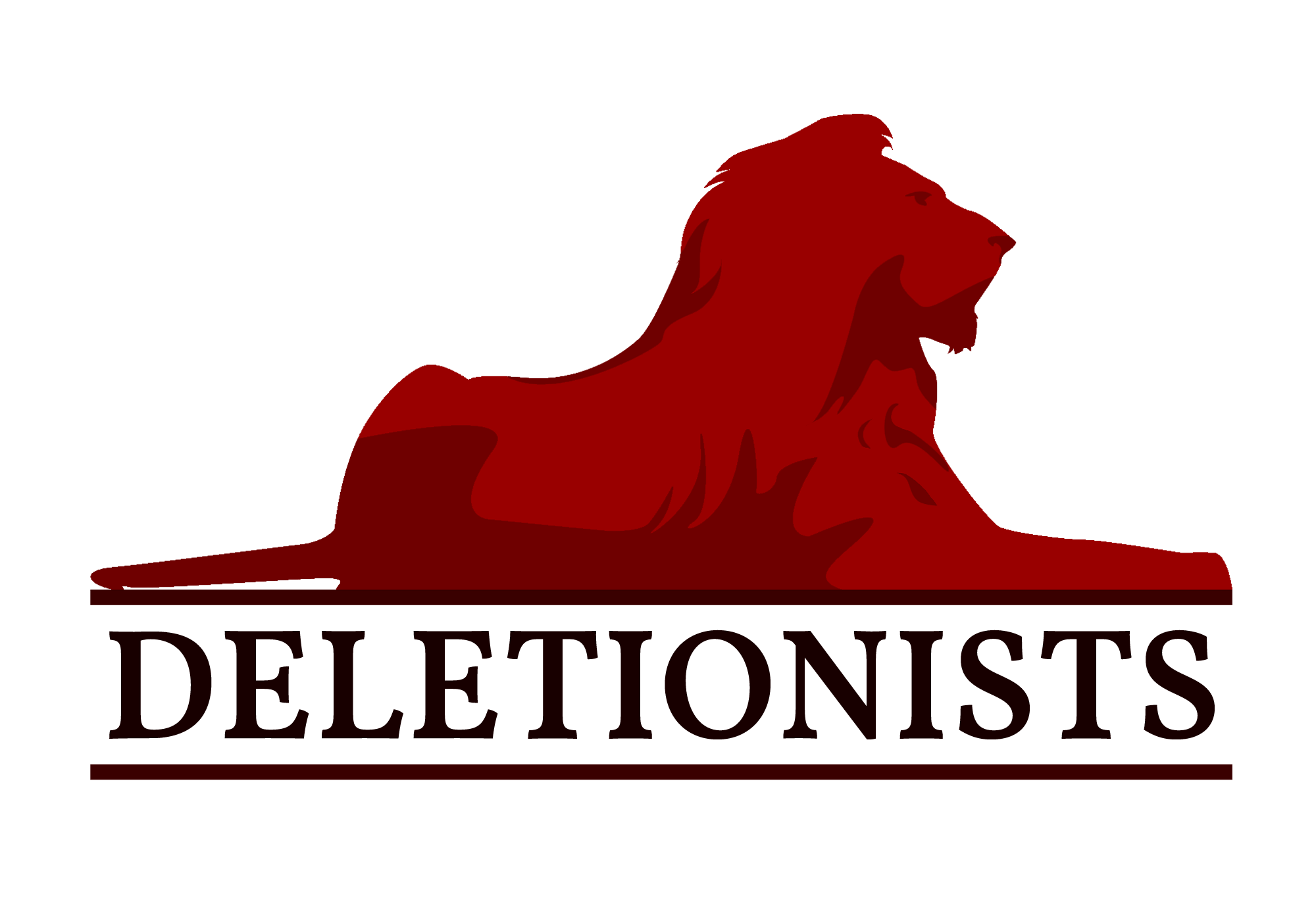
刪除主義維基人協會標誌

管理員在元維基上成立了“保留主義維基人協會”和「刪除主義維基人協會」，各有一個頁面列出各自的成員，章程和原則。
保留主義者認為少數人的關注是使條目存在的充分條件，因為這樣的条目是無害的而維基百科上的空間沒有限制。如果採用更加嚴格的編輯標準，將會傷害到志願者的熱情。其中一個保留主義的口號是「維基百科不是印刷品（英語：Wikipedia is not paper）」。
另一方面，刪除主義者追或求客觀性和一致性，堅持維基百科不是「Google」，「垃圾場」或「事物的傾倒區」。他們認為，多數人的關注是条目質量的必要條件，由於存在過多有關瑣事的條目，令很多人並不認真看待維基百科，瑣碎主題的條目會損害維基百科的可信性和未來發展。他們主張以法理學的形式制定和執行具體的標準和政策。

## 個人評論
Y Combinator 的聯合創始人保羅·格雷厄姆2008年在博客上寫了一篇標題為「我們想要資助的創業想法」Startup Ideas We'd Like to Fund)，該表中的第23項標題為，創造一個更開放的維基百科：（意譯）
刪除主義者們統治了維基百科。非常諷刺的是，當他們參與（鼓勵編輯和修改的）維基百科時，他們卻抱持著印刷時代的思維。一篇長時間都乏人問津的文章被放在維基百科上有什麼壞處呢？只要等的夠久每個人都能找到他們關注的條目（保存乏人問津的條目成本很小，但是總是有人會對這個條目感興趣的，如果條目沒有被刪除，他們將有機會看到他們需要的條目，即使那是在很久之後，這又有什麼危害呢？）。維基百科還有很大的發展空間，大概就像從（紙本印刷的）大英百科轉變為維基百科這麼大吧。

美國小說家尼克尔森·贝克的一篇發表在 紐約書評 之中的文章中，回憶了他在維基百科寫的一篇關於詩人理查德·丹納（Richard Denner）的條目被以不值得關注的理由刪除了，並批評了維基百科上編輯者這種像是動用「私刑」一般的行為。這篇文章已經恢復。
現在維基百科上有些人只是霸凌者，他們以破壞和嘲笑人們編輯的內容為樂，甚至把重點放在了嘲笑非標準的英語。他們將文章中插滿警告和缺乏引用的提示，不斷的挑毛病刪除內容，直到整個主題消失為止。

## 受關注的辯論
刪除主義者和保留主義者之間的糾紛案例已吸引媒體報導。
2007年，維基百科聯合創始人吉米·威爾士創建南非餐廳Mzoli's的條目後，被管理員以快速刪除守則中“沒有跡象顯示具有重要性”為由刪除。吉米·威爾士指，支持刪除者顯示出「令人震驚的背信棄義行為」。及後Mzoli's條目在眾多的編者幫助下得以保留。事件引起刪除主義者和保留主義者之間的辯論，保留主義者指執行刪除的管理員做得太過火；刪除主義者則指做法沒問題，因關注度政策已訂立。
美國電視台主播蘇珊·彼得斯、網站Pownce和Ruby程序員喬納森·吉列的條目被刪除也引發起爭議。

## 挽救被刪除內容的外部措施

Deletionpedia logo

網站Deletionpedia收錄在英文維基百科被刪除的條目，目前只收錄於2008年2月到9月之間刪除的条目，共有62,679個頁面。中文維基百科則有刪除維基 （页面存档备份，存于）網站收錄被刪除的條目，目前共有2,606篇條目。這些網站由于全为剪贴复制和没有标示作者，可能违反了维基百科的版权协议并已停止更新。若在以上網站仍然找不到被刪除的頁面，可使用網路存檔服務。最常用的两个服務是：Wayback Machine，它积极的存檔了许多網路页面；WebCite （页面存档备份，存于），提供需要的網路存檔。使用方法可參考維基百科:使用時光機。此外，搜尋引擎提供的頁庫存檔功能也能用來存取某些失效連結，不過需注意搜尋引擎也會定期清除放置過久的網頁存檔。